# Adelaide Jets Water Polo Club
Adelaide Jets Water Polo Club é um clube de polo aquático australiano da cidade de Adelaide.

## História
Adelaide Jets Water Polo Club compete na National Water Polo League. 